# Michel Grimaldi
Michel Grimaldi, né le 4 septembre 1949, est un professeur français de droit privé.

## Biographie
Agrégé des facultés de droit en 1978, Michel Grimaldi a soutenu une thèse de doctorat en droit, consacrée à La nature juridique de l'institution contractuelle sous la direction du professeur Jacques Flour, à l'Université Panthéon-Assas (Paris II) en 1977. Il est également titulaire d'une licence en lettres, obtenue en 1969 à l'Université Paris-Sorbonne (Paris-IV).
À partir de 1988, il a enseigné le droit civil à l'Université Panthéon-Assas, notamment le droit du crédit (Master 1 et Master 2), le droit patrimonial de la famille (Master 1 et Master 2) et le droit extrapatrimonial de la famille  (Master 2). Il assurait également la direction du Master 2 de droit notarial Repris depuis par le Professeur Claude Brenner, ainsi que la responsabilité du Master 2 franco-suisse et du Master 2 droit des affaires internationales, avec le Professeur Marie Goré. Il enseigne également à l'école de droit de Sciences Po Paris.
En 2013, il préside le jury du premier concours national d'agrégation de l'enseignement supérieur en droit privé.
Il reçoit le titre de docteur honoris causa de l'Université de Liège (Belgique) en 2003, et de l'Université Babeș-Bolyai (Roumanie) en 2007. Il est également chevalier de la légion d'honneur et des palmes académiques.

## Autres activités scientifiques
• Président, puis président d'honneur de l'Association Henri Capitant des amis de la culture juridique française
• Président du Conseil scientifique de la Fondation pour le droit continental
• Président du Conseil scientifique de l'association rencontres Notariat-Universités (ARNU)
• Directeur du Comité de rédaction de la revue du notariat, Defrénois
• Président de la Commission de réforme du droit des sûretés (2003-2006)
• Président du Comité scientifique chargé de la célébration du bicentenaire du Code civil (2003-2004)
Michel Grimaldi est également membre des groupes suivants:
• Académie Internationale du Notariat
• Académie Internationale de Droit Comparé (septembre 2005)
• Centre sino-français d’échanges juridiques et notariaux à Shanghaï
• Commission de réforme du droit des sûretés en Algérie (2008 – 2010)
• Rapporteur de synthèse du 100e Congrès des notaires de France (Lille, 2000) et du 111e Congrès des notaires de France (Strasbourg, 2015)
• Comité consultatif national d'éthique pour les sciences de la vie et de la santé (juin 1990 – octobre 1991)
. Membre du comité scientifique de NotaLis, réseau de notaires
Il a été professeur invité dans de nombreuses universités étrangères :
• Faculté de droit d’Osaka, Japon (janvier 2003, janvier 2007 et janvier 2012)
• Faculté de droit de l’Université de Keio, Japon (juillet 2007)
• Louisiana State University, États-Unis (novembre 1997)
• Faculté de droit de Padoue, Italie (novembre-décembre 1994 et décembre 1998)
• Faculté de droit de Fribourg, Suisse (novembre-décembre 1991).
Le 2 avril 2025, à l'occasion d'un colloque scientifique sur "La loi du 31 mai 2024 dans tous ses états" qui s'est déroulé à l'université Jean-Moulin-Lyon-III, il s'est interrogé sur le sens à donner aux nouvelles dispositions de l'article 265 du Code civil à propos d'un renouveau du régime de la participation aux acquêts. Ce colloque a été organisé par l'Association des Étudiants en Droit Notarial de l'Université Jean Moulin Lyon III (AEDN Lyon 3), et notamment par les civilistes Victor Fradin et Nino Filliol,.

## Principales publications

### Principaux ouvrages
• Droit patrimonial de la famille (ouvrage collectif, dir. M. Grimaldi), Dalloz, coll. Dalloz action, 5e éd., 2014.
• Le patrimoine au XXIe siècle : regards croisés franco-japonais (ouvrage collectif, dir. M. Grimaldi), Paris, Société de législation comparée, 2012.
 • Droit civil, Successions, Litec, 2001
• Droit civil, Libéralités, Partages d'ascendants, Litec, 2001

### Principaux articles
• Le contrat en droit de la famille: le champ des possibles. La Gazette du Palais, April 11, 2017, p. 4.
• Le mandat à effet posthume. In La disparition du chef d'entreprise : anticiper, gérer, transmettre : actes du colloque de la FNDE tenu le 1er avril 2011, à la Faculté de droit de Montpellier.LexisNexis, 2012. p. 77-85
• Retour sur les donations de fruits et de revenus : à propos de la mise à disposition d'un logement. In Mélanges en l'honneur du professeur Gérard Champenois, Defrénois, 2012. p. 431-440

• Brèves réflexions sur l'ordre public et la réserve héréditaire. Répertoire du Notariat Defrénois, le 30 août 2012, no 15-16, p. 755-761.
• La propriété fiduciaire. In La fiducie dans tous ses états : journées nationales, tome XV, Paris-Est Créteil, 15 avril 2010,Dalloz, 2011. p. 5-8.
• Sécuriser le règlement successoral. JCP N Semaine Juridique (édition notariale et immobilière), le 22 avril 2011, no 16, p. 61-65.
• Les effets de la rupture à l'égard des époux associés. La Gazette du Palais, le 25 mars 2011, no 84-85, p. 15-22.
• Théorie du patrimoine et fiducie. Revue Lamy Droit Civil, le 1er décembre 2010, no 77, p. 73-76.
• L'acte «d'avocat» : première vue sur un article de l'avant-projet de loi de modernisation des professions judiciaires et juridiques réglementées. Revue des contrats, le 1er avril 2010, no 2, p. 758-762.
• Le droit continental face à la mondialisation. In Études à la mémoire du Professeur Bruno Oppetit, Litec, 2009. p. 293-308
• Les donations déguisées entre époux faites avant le 1er janvier 2005 restent nulles. Revue trimestrielle de droit civil, le 1er octobre 2009, no 4, p. 764-767.
• Point de départ du délai de prescription annale de l'action en révocation d'une donation pour cause d'ingratitude : caractère instantané du fait d'ingratitude constitué par l'action visant à l'expulsion du donateur de l'immeuble construit par le donataire sur le terrain donné. Revue Trimestrielle de Droit Civil, le 1er juillet 2009, no 3, p. 565-566
• L'emprunt et le cautionnement. La Gazette du Palais, le 10 décembre 2008, no 345, p. 23-28.
• Rapport de synthèse. Les Petites Affiches, le 27 mars 2008, no 63, p. 74-79.
• La représentation de l'héritier renonçant. Répertoire du Notariat Defrénois, le 15 janvier 2008, no 1, p. 25-35.
• La liberté patrimoniale du chef d'entreprise. In Entreprise et liberté: journée nationale, tome X, Montpellier, 17 juin 2005,Dalloz, 2008. p. 91-104.
• Les intérêts d'un prêt substitutif. In Études offertes au professeur Philippe Malinvaud, Litec, 2007. p. 250-261.
• Le sort du logement après le décès. La Gazette du Palais, le 19 septembre 2007, no 262-63, p. 13-18.
• L'opposition en droit patrimonial de la famille. Les Petites Affiches, le 4 avril 2007, no 68, p. 15-19.
• Le mandat à effet posthume. Répertoire du Notariat Defrénois, le 15 janvier 2007, no 1, p. 3-12.
• Catégorie de personnes et vocation successorale. In Différenciation et indifférenciation des personnes dans le code civil : catégories de personnes et droit privé, 1804-2004 : actes du colloque, 15 décembre 2004, Cour de cassation, Paris, Economica, 2006. p. 161-173.
• Le contrat et les tiers. In Libres propos sur les sources du droit : mélanges en l'honneur de Philippe Jestaz, Dalloz, 2006. p. 163-181.
• Les libéralités graduelles et les libéralités résiduelles. JCP N Semaine Juridique (édition notariale et immobilière), le 22 décembre 2006, no 51-52, p. 2419-2424.
• Des donations-partages et des testaments-partages au lendemain de la loi du 23 juin 2006. JCP E Semaine Juridique (édition entreprise), le 16 novembre 2006, no 46, p. 1927-1933.
• Présentation de la loi du 23 juin 2006 portant réforme des successions et des libéralités. Recueil Dalloz Sirey, le 26 octobre 2006, no 37, p. 2551-2555.

• Des donations-partages et des testaments-partages au lendemain de la loi du 23 juin 2006. JCP G Semaine Juridique (édition générale), le 18 octobre 2006, no 42, p. 1937-1943.
• Des donations-partages et des testaments-partages au  lendemain de la loi du 23 juin 2006. JCP N Semaine Juridique (édition notariale et immobilière), le 6 octobre 2006, no 40, p. 1756-1757.
• L'hypothèque rechargeable et le prêt viager hypothécaire. Revue Lamy Droit Civil, le 1er août 2006, no 29 SUP, p. 28-32.
• À propos du bicentenaire du Code civil. In De tous horizons : mélanges Xavier Blanc- Jouvan. Paris : Société de législation comparée, 2005. p. 739-753.
• Vers une réforme des sûretés. Revue de Jurisprudence Commerciale, le 1er novembre 2005, no 6, pages 467-477.
• Rapport "Grimaldi" : pour une réforme globale des sûretés. Droit et Patrimoine, le 1er septembre 2005, no 140, pages 50–54.
• L'hypothèque. Droit et Patrimoine, le 1er septembre 2005, no 140, pages 72–74.
• Projet de réforme des sûretés. Revue des contrats, le 1er juillet 2005, no 3, pages 782-838.
• L'acte uniforme portant organisation des sûretés. Les Petites Affiches, le 13 octobre 2004, no 205, pages 30–34.
• Code Civil, Célébration du bicentenaire : Intervention de Michel Grimaldi. La Gazette du Palais, le 28 mars 2004, no 88, pages 19–25.
• Les Difficultés de la recodification : les successions et les libéralités. In Le code civil 1804-2004 : livre du Bicentenaire. Paris : Dalloz : Litec, 2004. p. 283-295.
• Réflexions sur les sûretés propriétés : à propos de la réserve de propriété. In Études offertes à Jacques Dupichot : Liber amicorum. Bruxelles : Bruylant, 2004. p. 169-183.
• Le réaménagement de la dette cautionnée : nouveauté ne vaut pas toujours novation. Revue des contrats, le 1er décembre 2003, no 1, pages 174-176
• La Propriété Littéraire et Artistique et le Droit Patrimonial de la Famille-Propos d'accueil. Droit In-Situ, le 1er mai 2003.
• Quelles revues pour le 21e siècle ? Les attentes du notariat. Revue Trimestrielle de Droit Civil, le 1er octobre 2002, no 4, pages 711-719.
• L'assurance-vie et le droit des successions. Répertoire du Notariat Defrénois, le 15 janvier 2001, no 1, pages 3–29.
• Le Patrimoine au XXIe siècle. In Georges Daublon : liber amicorum. Paris : Ed. Répertoire du notariat Defrénois, 2001. p. 127-140.
• Les Contradictions légitimes au détriment d'autrui en droit patrimonial et extrapatrimonial de la famille. In L'interdiction de se contredire au détriment d'autrui : actes du colloque organisé par le Centre de droit des affaires et de gestion (C.E.D.A.G.) de l'Université de Paris V, 13 janvier 2000. Paris : Economica, 2001. p. 161-173.
• Les Donations à terme. In Le droit privé français à la fin du XXe siècle : études offertes à Pierre Catala. Paris : Litec, 2001. p. 421-436.
• Succession et contrat. In La contractualisation de la famille : actes du colloque, 3-4 février 2000, Université Paris-Sud. Paris : Economica, 2001. p. 197-210.
• Le patrimoine au XXIe siècle: rapport de synthèse présenté au 96e congrès des notaires de France. Répertoire du Notariat Defrénois, le 15 juillet 2000, no 13, pages 801-810.
• L'exécuteur testamentaire. Répertoire du Notariat Defrénois, le 15 janvier 2000, no 1, pages 7–20
• L'usufruit et le quasi-usufruit ; questions de droit civil. Droit et Patrimoine, le 1er novembre 1999, no 76, pages 55–62.
• L'emploi des deniers grevés d'usufruit. Les Petites Affiches, le 23 juillet 1999, no 146, pages 4–8.
• L'avantage matrimonial: remarques d'ordres pratique sur la communauté universelle. JCP N Semaine Juridique (édition notariale et immobilière), le 9 juillet 1999, no 27, pages 1083-1088.
• Techniques civilistes de transmission et d'anticipation successorales. Droit et Patrimoine, le 1er juillet 1998, no 62, pages 44–49.
• Problèmes actuels des sûretés réelles: rapport français présenté aux journées portugaises de l'association Henri Capitant (20-30 mai 1996 ; les garanties du financement). Les Petites Affiches, le 26 juin 1996, no 77, pages 7–13.
• De la clause stipulée dans une donation-partage pour protéger les ayants cause des donataires contre les effets de la réduction pour atteinte à la réserve. Répertoire du Notariat Defrénois, le 15 janvier 1996, no 1, pages 3–19.
• Rapport de synthèse des 4èmes rencontres Notariat-Université. Répertoire du Notariat Defrénois, le 15 décembre 1994, no 1, pages 3–14.
• La donation de valeurs mobilières avec réserve de quasi-usufruit. Recueil Dalloz Sirey, le 4 août 1994, no 28, pages 219-224.
• Réflexions sur l'assurance-vie et le droit patrimonial de la famille. Répertoire du Notariat Defrénois, le 15 juin 1994, no 11, pages 737-756.
• Les dernières volontés. In Droit civil, procédure, linguistique juridique : écrits en hommage à Gérard Cornu. Paris : PUF, 1994. p. 177-191.
• L'Administration légale à l'épreuve de l'adolescence. In L'enfant, la famille et l'argent : actes des journées d'études des 13 et 14 décembre 1990. Paris : LGDJ, 1991. p. 101-116.
• La portée des clauses diminuant le rapport du par le donataire. Répertoire du notariat Defrénois, 1990, p. 3.
• Les causes d’inefficacité du partage. Répertoire du notariat Defrénois, 1989, p. 74.
• Divorce et patrimoine, dix années d’application de la loi sur le divorce. Répertoire du notariat Defrénois, 1988, p. 1041.
• 10 ans d’application de la loi du 11 juillet 1975 portant réforme du divorce (à suivre). Journal spécial des sociétés, 1987, no 131.
• Brèves réflexions d’avant congrès sur le patrimoine professionnel. Répertoire du notariat Defrénois, 1987, p. 587.
• Commentaire de la loi du 23 décembre 1985 relative à l’égalité des époux dans les régimes matrimoniaux et des parents dans la gestion des biens des enfants mineurs. Gazette du Palais, le 11 septembre 1986, doctrine, p. 529.
• La combinaison de la quotité disponible ordinaire et de la quotité disponible entre époux, revirement de jurisprudence. Répertoire du notariat Defrénois, 1985, p. 881.
• La jurisprudence et la date du testament olographe. Recueil Dalloz, 1984, p. 253.
• Réflexions sur la réduction des libéralités en usufruit et l’article 917 c civ. Répertoire du notariat Defrénois, 1984, p. 1441.
• Le logement et la famille. Répertoire du notariat Defrénois, 1983, p. 1105.